# 鳥取県道260号鉢伏川上線
鳥取県道260号鉢伏川上線（とっとりけんどう260ごう はちぶせかわかみせん）は、鳥取県東伯郡湯梨浜町を通る一般県道である。

## 概要
東伯郡湯梨浜町大字白石から東伯郡湯梨浜町大字川上に至る。

### 路線データ
- 起点：鳥取県東伯郡湯梨浜町大字白石（鉢伏山）
- 終点：鳥取県東伯郡湯梨浜町大字川上（鳥取県道51号倉吉川上青谷線交点）
- 総延長：3.1 km

## 歴史
- 1993年（平成5年）5月11日 - 建設省から、県道鉢伏田畑線の一部を倉吉川上青谷線として主要地方道に指定される[1]。
- 1994年（平成6年）3月15日 - 鳥取県告示第225号により認定[2]。

前身は鳥取県道260号鉢伏田畑線（鳥取県告示第226号により廃止）。鳥取県道260号鉢伏田畑線のうち東伯郡東郷町白石 - 東伯郡東郷町川上間が本路線になった。鳥取県道260号鉢伏田畑線の残部は鳥取県道51号倉吉川上青谷線になった。

## 地理

### 通過する自治体
- 鳥取県
  - 東伯郡湯梨浜町

### 交差する道路
| 交差する道路               | 交差する場所 | 交差する場所 |
| -------------------------- | ------------ | ------------ |
| 鳥取県道51号倉吉川上青谷線 | 大字川上     | 終点         |

### 沿線
- 鉢伏山